# 蒙泰基亚鲁戈洛伯国
蒙泰基亚鲁戈洛伯国是位于意大利北部的一个小型主权国家，存在于1456年到1612年之间。领土包括蒙泰基亚鲁戈洛以及位于卡塞伊杰罗拉的另一个封地。
它从瓜斯塔拉伯国分裂而出，产生于克里斯托弗·托雷利和皮埃特罗·圭多·托雷利两位伯爵对家族产业的分割。在伯国的整个历史中，伯爵头衔一直由托雷利家族持有，直到1612年才被帕尔玛公爵拉努西奥·法尔内塞吞并。